# "Heroes" (album David Bowie)
"Heroes" è il 12º album in studio di David Bowie del 1977 e il secondo della cosiddetta "trilogia berlinese" assieme a Low e Lodger.

## Storia
Registrato agli Hansa Tonstudio a Berlino Ovest, "Heroes" riflette lo zeitgeist dell'epoca della guerra fredda, simbolizzato dalla città divisa in due. Il co-produttore Tony Visconti considera l'album: «una delle mie ultime grandi avventure nel fare album. Lo studio di registrazione era a circa 500 metri dal muro. Le guardie rosse ci osservavano con un binocolo potente attraverso la finestra della nostra sala di controllo».
L'album sviluppa il sound di Low in una direzione maggiormente ottimista. Dei tre album della trilogia berlinese, è l'unico effettivamente registrato a Berlino.
La title track dell'album è uno dei brani più celebri di Bowie. L'album è considerato una delle opere migliori dell'artista. In questo senso, al di là del grande contributo di Eno, è notevole, ai fini del sound avveniristico, anche la partecipazione del chitarrista Robert Fripp, che arrivò dagli Stati Uniti per registrare le sue parti in un giorno soltanto. Si dice che John Lennon abbia detto durante la lavorazione del suo album Double Fantasy nel 1980, di avere l'ambizione di "riuscire a fare un disco buono quanto "Heroes"." L'album fu nominato disco dell'anno da NME.
Svariate tracce dell'album furono eseguite da Bowie in concerto nell'anno successivo alla pubblicazione dell'album, e incluse nell'album live Stage (1978). Philip Glass scrisse in onore all'opera di Bowie una sinfonia classica intitolata "Heroes" Symphony, basata sul disco, e seguito della precedente Low Symphony ispirata a Low. La title track è stata reinterpretata da numerosi artisti nel corso degli anni.

## Stile
Bowie pagò ancora tributo alle influenze Krautrock: il titolo dell'album è un riferimento alla traccia Hero presente sull'album Neu! '75 del gruppo tedesco Neu!, mentre V-2 Schneider è ispirata al membro dei Kraftwerk Florian Schneider. E si noti che all'inizio del 1977 anche i Kraftwerk avevano citato Bowie nella title track del loro album Trans-Europe Express.
Sebbene "Heroes" includa un certo numero di brani strumentali dall'atmosfera tetra e dark come Sense of Doubt e Neuköln, dopo l'introspezione malinconica di Low, il disco fu visto come una dichiarazione artistica più positiva ed appassionata. Ciò è evidente non solo in "Heroes" e nel rock d'apertura Beauty and the Beast (pubblicato come secondo singolo estratto dall'album nel gennaio 1978), ma anche nella rancorosa Joe the Lion, nella nevrotica Blackout, e nell'atmosferica The Secret Life of Arabia. Il testo di Joe the Lion, scritto e registrato "in meno di un'ora" secondo Visconti, è emblematico della natura spontanea delle registrazioni.

## Copertina
La foto di copertina è del fotografo giapponese Masayoshi Sukita e ispirata ai lavori dell'artista tedesco Erich Heckel, in particolare all'opera Roquairol, che servì da modello anche per la copertina dell'album The Idiot di Iggy Pop, a cui Bowie collaborò e che fu pubblicato lo stesso anno di "Heroes".

## Accoglienza
| Recensione           | Giudizio |
| -------------------- | -------- |
| AllMusic             |          |
| Chicago Tribune      |          |
| Entertainment Weekly | A-       |
| NME                  |          |
| Ondarock             |          |
| Pitchfork            |          |
| Piero Scaruffi       |          |
| Rolling Stone        |          |

"Heroes" fu pubblicizzato dalla RCA con la celebre frase: "There's Old Wave. There's New Wave. And there's David Bowie..." ("C'è la Old Wave. C'è la New Wave. E c'è David Bowie...") per sottolineare l'unicità della proposta di Bowie nel panorama musicale dell'epoca. Il disco ricevette un'accoglienza molto positiva da parte della critica, Melody Maker e NME lo dichiararono entrambi "album dell'anno".
"Heroes" si posizionò alla posizione numero 3 in classifica in Gran Bretagna rimanendo in classifica per 26 settimane, ma ebbe meno successo negli Stati Uniti dove si fermò alla posizione numero 35.
In Italia raggiunse la posizione numero 11. In Europa l'album riscosse un notevole successo, grazie soprattutto alla title-track, di cui furono pubblicate una versione in francese ed una in tedesco.

## Tracce
Testi e musiche di David Bowie, eccetto dove indicato.
Lato 1
1. Beauty and the Beast – 3:32
2. Joe the Lion – 3:05
3. "Heroes" – 6:07 (musica: Bowie, Brian Eno)
4. Sons of the Silent Age – 3:15
5. Blackout – 3:50

Lato 2
1. V-2 Schneider (strumentale) – 3:10
2. Sense of Doubt (strumentale) – 3:57
3. Moss Garden (strumentale) – 5:03 (musica: Bowie, Eno)
4. Neuköln (strumentale) – 4:34 (musica: Bowie, Eno)
5. The Secret Life of Arabia – 3:46 (musica: Bowie, Eno, Carlos Alomar)

## Formazione
- David Bowie – voce, pianoforte, tastiere, chitarre, sassofoni, koto, cori
- Carlos Alomar – chitarra
- Dennis Davis – batteria
- George Murray – basso elettrico
- Brian Eno – sintetizzatori, tastiere, trattamenti di chitarra
- Robert Fripp – chitarra solista
- Tony Visconti, Antonia Maass – cori